# Minnesota Lake, Minnesota
Minnesota Lake là một thành phố thuộc quận Faribault, tiểu bang Minnesota, Hoa Kỳ. Năm 2010, dân số của thành phố này là 687 người.

## Dân số
- Dân số năm 2000: 681 người.
- Dân số năm 2010: 687 người.